# 黑田清子
黑田清子（日语：／ Kuroda Sayako，1969年4月18日—），旧名紀宮清子內親王（日语：／ Nori-no-miya Sayako Naishinnō */?），是前日本皇室成員，為上皇明仁與上皇后美智子的獨女，今上天皇德仁及皇嗣秋篠宮文仁親王的胞妹。出生時為天皇夫婦結婚10週年，其名「清子」與封號「紀宮」均取自日本古詩集《萬葉集》中的詩句。徽章上的圖示為「未草」（睡蓮的一種），勳等勳章是「勳一等寶冠章」。
清子的丈夫是東京都廳职员黑田慶樹（1965年4月17日生於東京），是秋篠宮文仁親王的朋友，兩人從小認識。2005年11月15日清子正式降嫁，失去皇族身分。目前在山階鳥類研究所任職，同時擔任伊勢神宮祭主。
根據日本法律《皇室典範》第12條，女性皇室成員嫁給平民後，同時會失去皇族身份成為平民。不過清子與皇室關係仍然良好。

## 簡歷

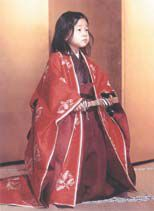
紀宮清子內親王着袴之儀(1973年)

1969年4月18日，皇太子明仁與太子妃美智子的第三名孩子於東京都千代田區皇居宮內廳醫院出生。
4歲入讀柿之木坂幼稚園（柿の木坂幼稚園），1年後轉讀學習院幼稚園。1976年4月進入該校初等科學習，1982年4月升入女子中等科，1985年4月升入女子高等科，1988年升入學習院大學文學系國文科（今日本語日本文學科），1992年3月畢業。因為父母都認為清子可能會下嫁平民，脫離皇室，從1977年至1987年期間，兩母女每年都出外旅行，以增進感情。
清子愛好鳥類，畢業後轉到山階鳥類研究所任職非常勤研究助手；1998年轉為正式研究員，直至2005年。期間又在赤坂御用地和皇居從事鳥類研究，並參與由平凡社所出版的《日本動物大百科》的編輯，在當中撰寫了「普通翠鳥」一節。隨後因為她的貢獻而成為史上第一個得到報酬的內親王。

### 下嫁
2003年，清子由兄長文仁介紹下，與在童年時所認識的東京都政府職員黑田慶樹再會，翌年12月30日與黑田慶樹訂婚。因按1947年制定的皇室規範，皇女結婚後，將放棄皇室身分，獲得皇家結婚贈金，並自動降為平民，所以清子先於2005年3月19日舉行納采儀式（納采の儀），再於10月21日在警視廳府中駕駛執照試驗場通過考試，取得自動排檔轎車的駕駛執照，11月15日正式下嫁，放棄皇室身份，並獲得1.5億日圓的皇家禮金。
兩人婚禮於2005年11月15日上午11時（日本時間，下同）在東京都千代田區內幸町帝国飯店（帝国ホテル）舉行，天皇伉儷、皇太子德仁伉儷等皇族以及前皇族成員皆有出席。 整個婚禮出席者，包括明仁天皇夫妻在內的皇族與新郎黑田慶樹的上司、東京都知事石原慎太郎等人，共約120人。
- 婚禮前，宮內廳人員到紀宮清子與夫婿黑田慶樹的租借房子地區的區公所（区役所）替她申報戶口以及辦理結婚之申報。[10] 接著，黑田家的使者準時前往日本皇宮，舉行迎娶皇女清子的「入笫之儀」。之後清子將乘坐天皇明仁御用的「日產王子」豪華車前往婚禮現場。[11]
- 婚禮開始時，清子和黑田慶樹首先在酒店內之神殿裏，按照日本傳統，舉行「神前禮」。[11]
- 下午約2時，兩人進行婚禮會面，再舉行記者會。[10]
- 下午約4時，婚宴[12] 開始，地點同樣在帝國酒店內。到場嘉賓除天皇伉儷及皇太子德仁伉儷外，還有文仁伉儷及石原慎太郎。石原領頭舉杯慶賀新人。隨後，皇室又舉行記者會。[10]
- 晚上，兩人舉行「三夜餅之儀」，以期多子多福。 [11]

### 脫離皇室
結婚當日，租借房子地區的區公所的區長批准此婚姻的申報，自此清子正式脫離皇室身份，成為普通公民，名字變更為黑田清子。
翌日，宮內廳長官在皇統譜（こうとうふ）中備案。這也意味著清子已經被降為平民，不再有皇室成員的特殊待遇，但獲得了與平民一樣的選舉權及被選舉權，一樣要繳稅，及可享醫療福利。她的警衛警護即日起由皇宮警察本部交予警視廳管理，警視廳將繼續派便衣警員保護她。 婚後清子仍然與皇家保持密切交流。
清子婚後暫住在位於都心的租借房子，再於2006年再搬進新購的住宅大廈。
2012年，黑田清子成為伊勢神宮的臨時祭主，在姑母、時任神宮祭主的池田厚子幫助之下，翌年十月，舉行包括第62次神宮式年遷宮等事務。2017年6月19日，隨著池田厚子辭去祭主一職，黑田清子正式繼任為伊勢神宮祭主。2019年3月15日，作為因應天皇明仁退位的程序之一，黑田清子按照傳統與敕使一同舉行「奉幣之儀」；之後其兄長德仁繼任為天皇，清子又在5月10日和神宮大宮司小松揮世久（北白川宮能久親王曾孫）主持「即位礼及大嘗祭期日奉告祭」，期間使者告知新天皇的即位禮和大嘗祭的日期。

## 出訪日誌（平成時期）
以下內容，由左至右順序為日期、出訪地點及目的（旅行或訪問）。從2004年及2005年下嫁開始，她再沒有進行出外訪問。
- 平成元年（1989年）8月16日至8月24日：西班牙（旅行），清子內親王於當地獲當時在西班牙的比利時國王博杜安伉儷接見。（清子當時是學習院大學文學系國文科學生）
- 平成2年（1990年）8月19日至8月31日：美國及加拿大（旅行），清子在當中出席美國洛杉磯「二世周節」50週年記念慶典。
- 平成4年（1992年）11月5日至11月21日：澳洲及新西蘭（旅行），國情視察。
- 平成5年（1993年）8月30日至9月14日：西班牙及比利時（旅行），清子內親王獲前比利時王妃大音階第四音中提琴樂隊招待及表演。
- 平成6年（1994年）11月25日至12月5日：泰國（旅行），國情視察。
- 平成7年（1995年）11月6日至11月21日：巴西（訪問；中途過境玻利維亞及美國），清子內親王出席「巴日建交100週年記念慶典」開幕典禮。
- 平成8年（1996年）9月28日至10月10日：保加利亞及捷克（訪問；中途過境德國及英國），國事訪問。
- 平成9年（1997年）5月9日至5月19日：法國（訪問；中途過境荷蘭），清子內親王出席法國「日本年」及「巴黎日本文化會館」的開幕典禮。
- 平成11年（1999年）
  - 5月26日至6月9日：秘魯及玻利維亞（訪問；中途過境美國），清子內親王分別在秘魯和玻利維亞出席「日本人來秘100週年」及「日本人來玻100週年」的紀念典禮。
  - 9月12日至9月20日：美國本土及夏威夷州（訪問），清子內親王出席「美國皇太子財團」成立40週年紀念活動及日本國家天文臺附屬夏威夷天文臺大型光學紅外線望遠鏡－昴星團望遠鏡之啟用紀念儀式。
- 平成12年（2000年）10月4日至10月16日：斯洛伐克、斯洛文尼亞及愛爾蘭（訪問），國事訪問。
- 平成14年（2002年）10月6日至10月18日：羅馬尼亞及克羅地亞（訪問；中途過境意大利），清子內親王出席日羅建交100週年記念活動；在當地及克羅地亞進行國事訪問。
- 平成15年（2003年）11月14日至11月28日：烏拉圭及宏都拉斯（訪問；中途過境法國、阿根廷及美國），國事訪問。

## 軼事
- 結婚前清子內親王對外國很友善，她經常出去外國訪問及從事社會服務、慈善活動等，深受宮內廳信賴。
- 姪女秋篠宮真子內親王、佳子內親王經常與清子以[21] 來打招呼，並表示對清子的愛慕。
- 結婚前她的理想伴侶是像胞兄德仁的男人。
- 清子在學習院時大名鼎鼎，從中等科時就學習日本舞蹈，每周一兩次接受日本大舞蹈家花柳先生的指導，在日本國立劇場演出，技藝精湛。
- 她又愛好動畫，婚禮時她所穿的衣裝是《魯邦三世：卡裏奧斯特羅城堡》（ルパン三世 カリオストロの城）中的可卡裏斯的禮服。[22]
- 除了鳥類以外，她還喜歡狗，學生時代的她曾一度飼養導盲犬，並經常對著鴿子寫生。還試過與其祖父母（昭和天皇和香淳皇后）對著日本狆、紀州犬、甚至昭和天皇的愛犬來寫生。
- 結婚後，清子在11月已經到過新居兩次，一次祇是先去打掃，但附近的商店街內，店員以及居民就已經引頸期盼清子能早點來購物。清子雖然曾經做過便當以及簡單的中國炒菜等，可是卻並無上街買菜的經驗。[8]
- 平時清子到山階鳥類研究所上班時也都帶自己做的便當，但大部分便當都靠人家送她的料理書籍、雜誌或宮中大膳。此外，她從未吃過烤年糕，又沒去過超市，要做菜的材料也都是宮中大膳幫她準備好的。[8]但在婚後含蓄地微笑點頭表示願意為丈夫下廚。[23]

## 著作
- （約翰·古爾德鳥類圖鑑），玉川大學出版部，2005年12月出版，ISBN 978-4472120008
- （紀宮御曲及語錄集），大東出版社，2005年11月出版，ISBN 978-4500007066

## 外部連結
- 宮內廳：清子內親王殿下（紀宮）結婚關係專題（日語）
- 宮內廳：清子內親王殿下專題（英文）
- 讀賣新聞：紀宮清子結婚專輯（页面存档备份，存于）（日語）
- Hello! magazine：紀宮清子結婚專輯 （页面存档备份，存于）（英文）
- BBC新聞：婚禮現場專題 （页面存档备份，存于）（英文）
- 系図でみる近現代 第29回（日語）
- 蘇格蘭人報（The Scotsman）：公主與平民 （页面存档备份，存于）（英文）
- 日本公主今日下嫁民間變身灰姑娘，新華社，2005年11月16日
- 本網駐東京記者目睹日本公主出嫁：人情味挺濃，新華社，2005年11月16日
- 上皇上皇后両陛下 - 宮内庁 （页面存档备份，存于）（英文）